# NGC 2385
NGC 2385 è una galassia a spirale vista pressoché di taglio e situata nella costellazione dei Gemelli, a una distanza di circa 207 milioni di anni luce dalla nostra Via Lattea.

## Scoperta
La galassia è stata scoperta il 4 febbraio 1793 dall'astronomo britannico di origine tedesca William Herschel.

## Descrizione
Nella galassia sono presenti regioni di idrogeno ionizzato.